# António Manuel Louro Paula
Paula de nome completo António Manuel Louro Paula (Vila Nova de Gaia, 14 de Agosto de 1937) foi um antigo jogador de futebol da selecção portuguesa. Jogava na posição de defesa.

## Carreira
Representou o FC Porto e o Benfica. Conquistou dois campeonatos de Portugal.

## Selecção Nacional
Alcançou uma internacionalização. António Paula revelou-se no FC Porto, tendo, logo ter obtido a sua única internacionalização a 23 de Janeiro de 1963, em Roma, num jogo de apuramento para o Campeonato da Europa contra a Bulgária (derrota, por 1-0), foi de seguida transferido para o Benfica.

## Títulos
- 2 Campeonatos de Portugal